# Braunsapis trochanterata
Braunsapis trochanterata là một loài Hymenoptera trong họ Apidae. Loài này được Gerstäcker mô tả khoa học năm 1870.